# 1952年夏季奧林匹克運動會越南代表團
越南國以越南名義參與了由芬蘭赫爾辛基主辦的1952年夏季奧林匹克運動會，為越南首次派出代表參賽，共派出八名男子運動員參賽。

## 田徑
男子10000米
- 陳文理（英语：Trần Văn Lý） — 37:33.0（→第32名）

## 拳擊
雛量級（-54 公斤）
- 進榮（英语：Tiến Vình）

## 單車
公路賽
男子個人公路賽（190.4公里）
- 劉群（英语：Lưu Quần） — 5:24:34.1（→第47名）
- 周福永（英语：Châu Phước Vĩnh） — 未完成（→沒有排名）
- 阮德賢（英语：Nguyễn Đức Hiền） — 未完成（→沒有排名）
- 黎文福（英语：Lê Văn Phước） — 未完成（→沒有排名）

## 劍擊
男子重劍
- 尊室海（英语：Tôn Thất Hải）

## 游泳
男子100米自由泳
- 阮文潘（英语：Nguyễn Văn Phan） — 1:05.0

## 外部連結
- 奥运会官方报告